# Governo della Repubblica Slovacca
Il Governo della Repubblica Slovacca (in slovacco Vláda Slovenskej republiky) è l'organo costituzionale cui è affidato l'esercizio del potere esecutivo della Repubblica Slovacca. L'articolo 108 della Costituzione lo definisce come « l'organo supremo del potere esecutivo ». Si compone del Presidente del Governo, dei Vicepresidenti e dei ministri. Ha il diritto di iniziativa legislativa e di predisporre ordinanze. Il Governo viene solitamente formato dal leader del partito politico che ha ottenuto il maggior numero di voti alle elezioni. L'attuale esecutivo, dal 25 ottobre 2023, è il governo Fico IV, presieduto dal leader di Direzione - Socialdemocrazia, in coalizione con Voce - Socialdemocrazia e col Partito Nazionale Slovacco.
Il Governo è presieduto dal Presidente del Governo, che è al terzo posto nell'ordine delle maggiori cariche dello Stato, dopo il Presidente della Repubblica e il Presidente del Consiglio nazionale, e subito prima del Presidente della Corte costituzionale. L'esecutivo è inoltre politicamente responsabile nei confronti del Consiglio nazionale.

## Formazione
L'articolo 110 della Costituzione attribuisce al Presidente della Repubblica il potere di nominare e revocare il Presidente del Governo, sebbene questo potere sia limitato dalle disposizioni successive. L'unico requisito costituzionale per poter essere nominato all'ufficio di capo del governo o a quello di ministro è poter essere eleggibili al Consiglio nazionale. Al Presidente della Repubblica spetta altresì la nomina e la revoca dei ministri, su raccomandazione del Presidente del Governo entrante. Tutti i membri del Governo devono prestare giuramento, secondo la formula:
(Costituzione della Repubblica Slovacca)
Entro 30 giorni dalla nomina dei membri del Governo, l'Esecutivo ha l'obbligo di presentarsi al Consiglio nazionale per presentare il suo programma e richiedere, sulla base di esso, la fiducia della Camera. La Costituzione non prevede una maggioranza particolare per accordare la fiducia iniziale, per cui si applicano le disposizioni previste dall'articolo 84: la presenza della maggioranza dei componenti del Consiglio e la deliberazione a maggioranza dei presenti.

### Sfiducia e revoca
Il Governo può in ogni momento richiedere al Consiglio nazionale di esprimere un nuovo voto di fiducia e può vincolare l'adozione di una legge a una questione di fiducia. Il Presidente della Repubblica revoca il Governo quando il Consiglio nazionale abbia approvato una mozione di sfiducia o se questo non rinnova la fiducia all'Esecutivo. In questo caso il Capo dello Stato chiede al Governo di rimanere in carica per continuare a svolgere mansioni principalmente di ordinaria amministrazione.
La sfiducia può essere espressa anche a un singolo membro del Governo. In questo caso il Presidente della Repubblica revoca il singolo interessato. Un altro caso di revoca individuale è prevista su richiesta del Presidente del Governo.

### Dimissioni
Le dimissioni (o la revoca) di un membro del Governo comportano la sua cessazione dall'Esecutivo e la sua sostituzione temporanea con un altro ministro. Le dimissioni del Presidente del Governo causano le dimissioni dell'intero Esecutivo, che continua a svolgere le sue funzioni fino all'insediamento del successivo, su richiesta del Presidente della Repubblica. Il Governo è obbligato a rassegnare le dimissioni subito dopo la prima seduta del Consiglio nazionale appena eletto; rimane tuttavia in carica fino all'insediamento dell'Esecutivo successivo.

## Composizione
Il Governo di compone del Presidente del Governo, dei Vicepresidenti e dei ministri. Ai Vicepresidenti è comunque assegnata una carica ministeriale. I ministri possono anche non essere a capo di un vero e proprio dicastero, ma essere dei ministri senza portafoglio. L'attuale numero dei ministeri della Repubblica slovacca è definito dalla legge NR SR 134/2020 e include i seguenti dicasteri:
- ministero dell'economia;
- ministero delle finanze;
- ministero dei trasporti e dell'edilizia;
- ministero dell'agricoltura e dello sviluppo rurale;
- ministero degli investimenti, dello sviluppo regionale e dell'informatizzazione;
- ministero degli interni;
- ministero della difesa;
- ministero della giustizia;
- ministero degli affari esteri ed europei;
- ministero del lavoro, degli affari sociali e della famiglia;
- ministero dell'ambiente;
- ministero dell'istruzione, della scienza, della ricerca e dello sport;
- ministero della cultura;
- ministero della sanità.

## Funzionamento
Le deliberazioni del Governo sono valide con la presenza della maggioranza dei suoi componenti e sono adottate a maggioranza dei presenti. L'articolo 119 definisce in quali materie il Governo decide come organo, includendo tra le altre:
- la presentazione di progetti di legge;
- l'adozione di ordinanze governative;
- la definizione e l'attuazione del programma del Governo;
- le misure relative all'attuazione della politica economica e sociale del Paese;
- i progetti di bilancio e rendiconto consuntivo del Paese;
- i trattati internazionali la cui negoziazione sia stata trasferita dal Presidente della Repubblica al Governo;
- il deposito di una questione di legittimità alla Corte costituzionale, relativamente alla conformità con la Costituzione di un trattato internazionale già negoziato;
- le principali questioni di politica interna ed estera;
- l'amnistia per i reati minori;
- la nomina e la revoca di alcuni funzionali statali nei casi previsti dalla legge, tra cui 3 membri del Consiglio giudiziario;
- la richiesta di una mozione o una questione di fiducia;
- la proposta di dichiarazione dello stato di guerra, di mobilitazione delle forze armate o di dichiarazione o di cessazione della legge marziale.

L'articolo 120 della Costituzione conferiva al governo la facoltà di predisporre ordinanze per dare seguito all'accordo di associazione con l'Unione europea, ora cessato a causa dell'avvenuta adesione del Paese. A seguito dell'adesione rimane la possibilità di fare ordinanze per eseguire i trattati che prevedono una estensione delle competenze dell'Unione. L'articolo 7 riconosce, inoltre, agli atti giuridicamente vincolanti dell'UE la primazia rispetto al diritto interno.
L'articolo 122 stabilisce una riserva di legge per la formazione degli organi amministrativi centrali e locali dipendenti dallo Stato. Il successivo articolo conferisce a questi organi e ai ministri, sulla base delle indicazioni e delle limitazioni stabilite dalla legge, la facoltà di emanare regolamenti giuridicamente vincolanti.